# Mercallijeva ljestvica
Mercalli-Cancani-Siebergova ljestvica (MCS ljestvica) češće nazivana samo kao Mercallijeva ljestvica, određuje pojave i promjene koje potresi izazivaju kod ljudi i životinja uz ocjenu veličine štete na objektima te sagledavanje promjena u prirodi kao posljedice potresa. U Hrvatskoj je u službenoj upotrebi od 1964. Naziv je dobila po inicijalima seizmologa Mercalli, Cancanija i Sieberga, koji su je i odredili.
| Stupanj potresa | Naziv potresa               | Učinak potresa |
| --------------- | --------------------------- | --- |
| 1.              | Nezamjetljiv potres         | Bilježe ga jedino seizmografi. |
| 2.              | Vrlo lagan potres           | U višim katovima stambenih zgrada osjete ga vrlo osjetljivi (senzibilni) ljudi. |
| 3.              | Lagan potres                | Podrhtavanje tla kao pri prolazu automobila. U unutrašnjosti zgrada osjeti ga više ljudi. |
| 4.              | Umjeren potres              | U zgradama ga osjeti više ljudi, a na otvorenome samo pojedinci. Budi neke spavače. Trese vrata i pokućstvo. Prozori, staklenina i posude zveče kao pri prolazu teških kamiona.                                                                              |
| 5.              | Prilično jak potres         | Osjeti ga više ljudi na otvorenom prostoru. Budi spavače; pojedinci bježe iz kuća. Njišu se predmeti koji slobodno vise, zaustavljaju se ure njihalice. |
| 6.              | Jak potres                  | Ljudi bježe iz zgrada. Sa zidova padaju slike, ruše se predmeti, razbija se posuđe, pomiče ili prevrće pokućstvo. Zvone manja crkvena zvona. Lagano se oštećuju pojedine dobro građene kuće.                                                                 |
| 7.              | Vrlo jak potres             | Crjepovi se lome i kližu s krova, ruše se dimnjaci. Oštećuje se pokućstvo u zgradama. Ruše se slabije građene zgrade, a na jačima nastaju oštećenja. |
| 8.              | Razoran potres              | Znatno oštećuje do 25% zgrada. Pojedine se kuće ruše do temelja, a velik ih je broj neprikladan za stanovanje. U tlu nastaju pukotine, a na padinama klizišta.                                                                                               |
| 9.              | Pustošni potres             | Oštećuje 50% zgrada. Mnoge se zgrade ruše, a većina ih je neupotrebljiva. U tlu se javljaju velike pukotine, a na padinama klizišta i odroni. |
| 10.             | Uništavajući potres         | Teško oštećuje 75% zgrada. Velik broj dobro građenih kuća ruši se do temelja. Ruše se mostovi, pucaju brane, savijaju željezničke tračnice, oštećuju putevi. Pukotine u tlu široke su nekoliko decimetara. Urušavaju se špilje, pojavljuje se podzemna voda. |
| 11.             | Katastrofalan potres        | Gotovo sve zgrade ruše se do temelja. Iz širokih pukotina u tlu izbija podzemna voda noseći mulj i pijesak. Tlo se odronjava, stijene se otkidaju i ruše. |
| 12.             | Veliki katastrofalan potres | Sve što je izgrađeno ljudskom rukom ruši se do temelja. Reljef mijenja izgled, zatrpavaju se jezera, rijeke mijenjaju korito. |

## Vanjske poveznice
- http://pubs.usgs.gov/gip/earthq4/severitygip.html